# Figura (música)

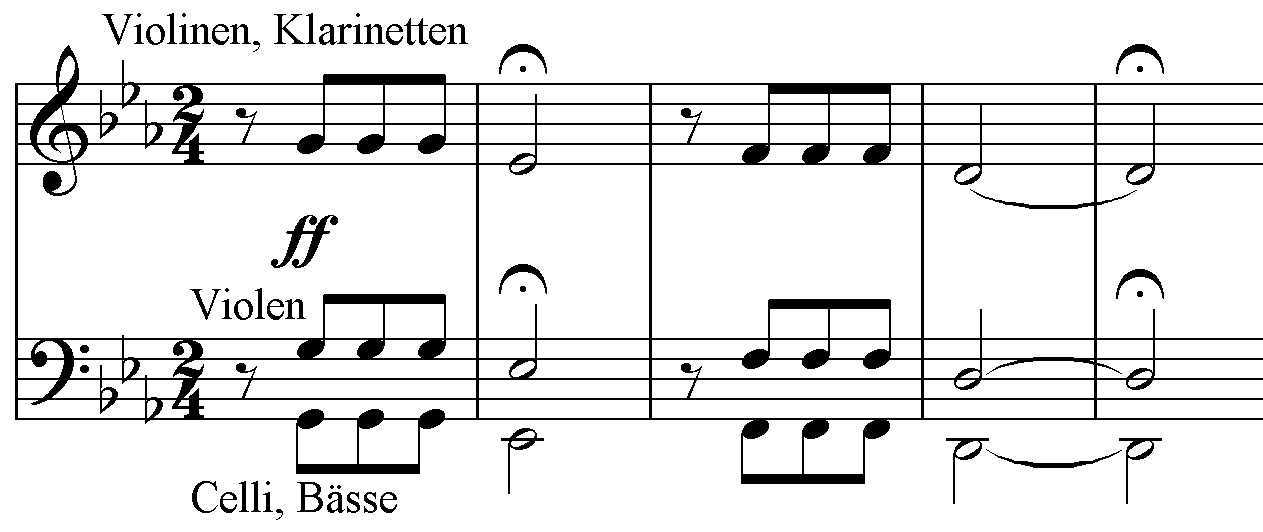
Notas musicais

Em música, uma figura é um fragmento ou uma sucessão recorrente de notas que pode ser utilizado para construir o acompanhamento. Uma figura se distingue do motivo,  no sentido de que a figura constitui o fundo enquanto que o motivo é o primeiro plano: "Uma figura se assemelha a um friso em arquitetura: ela é 'aberta nas duas extremidades' para ser repetida indefinidamente. Ao escutar uma frase como uma figura ao invés de um motivo, estamos ao mesmo tempo colocando-a ao fundo, mesmo que ela seja … forte e melódica." Uma figura pode ser uma altura melódica e/ou  rítmica (duração).
Uma frase, originalmente apresentada como um motivo, pode se tornar uma figura que acompanha outra melodia, tal como no segundo movimento do Quarteto de Cordas de Claude Debussy.

Roger Scruton descreve algumas músicas de Philip Glass tais como a ópera Ekhnaton, como não sendo "nada mais do que figuras…guirlandas sem fim".
A edição de 1964 do Dicionário Grove, define figura como qualquer sucessão curta de notas, melodia ou grupo de acordes que produz uma impressão única e distinta. O termo é exatamente o contrário do motiv, alemão ou motif, francês. É a menor ideia em música."
Uma figura também pode ser chamada de riff, principalmente em música para a guitarra elétrica.